# 곰라센

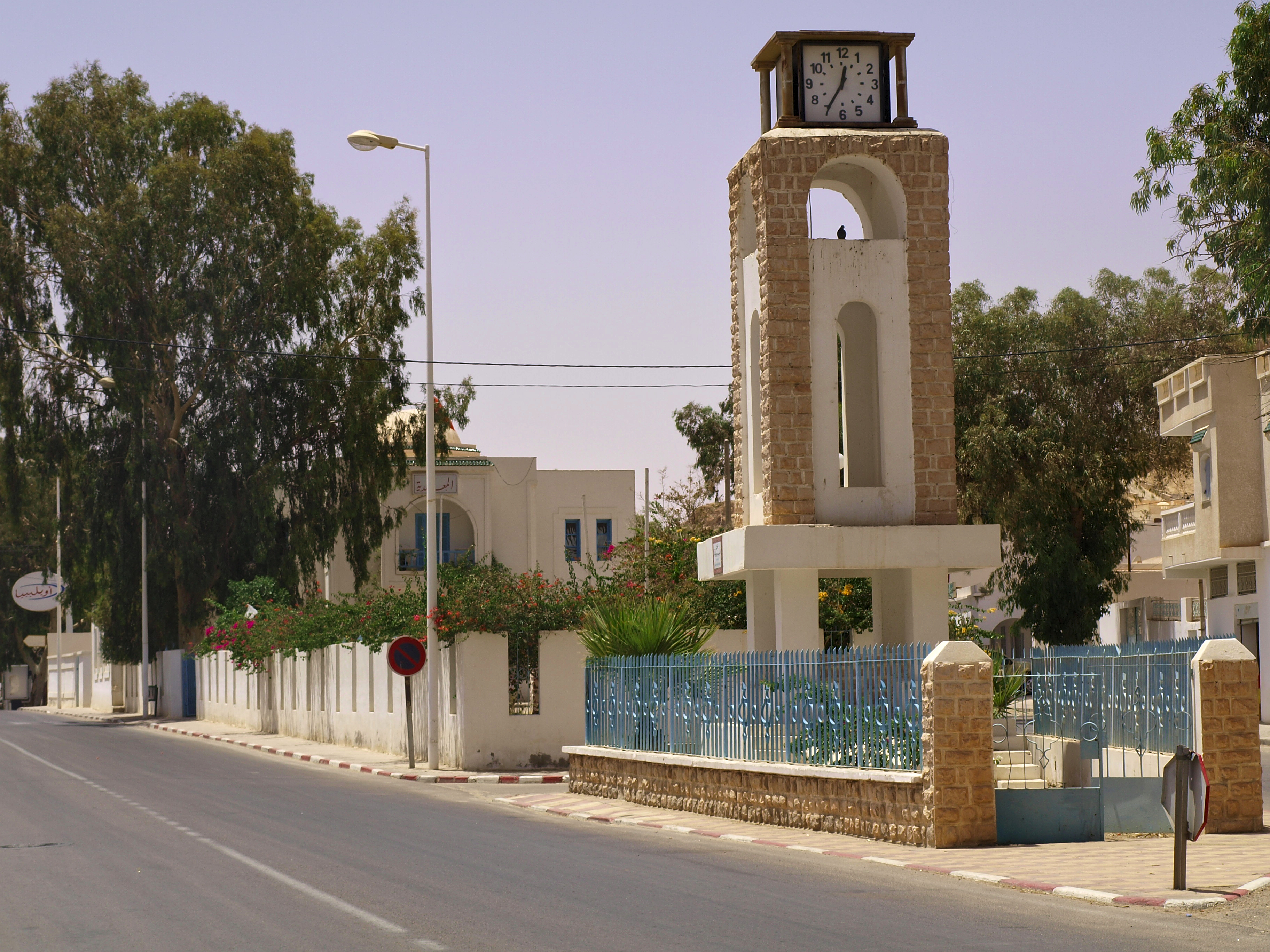

곰라센(영어: Ghomrassen, 아랍어: غمراسن)은 튀니지 타타우인 주에 있는 도시이다. 타타우인으로부터 20km, 메드닌으로부터 40km 떨어져 있다.